# Virtual Machine Manager
Virtual Machine Manager (VMM) — монітор віртуальних машин, розроблений компанією Red Hat.
Інтерфейс монітора реалізований на Python/GTK.

## Можливості
Додаток забезпечує можливості керування віртуальними машинами:
- Створення, редагування, запуск і зупинку віртуальних машин;
- Перегляд і керування кожною віртуальною машиною за допомогою консолі;
- Перегляд продуктивності та статистики по кожній віртуальній машині;
- Перегляд всіх запущених віртуальних машин на хості та їх продуктивність;

Дозволяє виконувати KVM, Xen або QEMU віртуальні машини, запущені локально або віддалено.

## Підтримка дистрибутивами
Менеджер управління віртуальними машинами включений як «virt-manager» у дистрибутив Red Hat Enterprise Linux 5, Fedora починаючи з релізу версії 6, Mandriva Linux починаючи з релізу 2008.0, Ubuntu 8.04 і вище, Debian Lenny, Gentoo і ALT Linux.
Для встановлення VMM на Microsoft Windows необхідний пакет Windows Assessment and Deployment Kit (Windows ADK).